# Flockertsholz
Flockertsholz ist eine Ortslage in der bergischen Großstadt Solingen.

## Geographie
Flockertsholz befindet sich an den zur Wupper hin abfallenden Hängen östlich der Lützowstraße im Nordosten des Stadtteils Gräfrath. Westlich befinden sich der Sportplatz am Flockertsholzer Weg und die ehemalige Jugendherberge Gräfrath, die heute eine Unterkunft der Zentralfachschule der Deutschen Süßwarenwirtschaft (ZDS) beherbergt. Daneben befindet sich der Lichtturm, der am höchsten Punkt der Stadt Solingen auf nahezu 276 Metern über NHN liegt. Östlich befinden sich die Ortslagen Flockertsberg und Friedenstal sowie die Wüstung Dritter Kotten. Südlich liegen Laiken, Neuenhaus und die Hofschaft Oben zum Holz. Nördlich liegt Schieten. Bei Flockertsholz entspringt außerdem der Flockertsholzer Bach, der bei Friedenstal in die Wupper mündet.

## Etymologie
Der Ortsname bezeichnet ein Holz, also ein Waldgebiet, das im Eigentum einer Person oder Familie mit dem Namen Flockert stand.

## Geschichte
In dem Kartenwerk Topographia Ducatus Montani von Erich Philipp Ploennies, Blatt Amt Solingen, aus dem Jahre 1715 ist der Ort mit einer Hofstelle verzeichnet und als F.Holt benannt. Der Ort gehörte zur Honschaft Ketzberg innerhalb des Amtes Solingen. Die Topographische Aufnahme der Rheinlande von 1824 verzeichnet den Ort als a.Flokersholz, die Preußische Uraufnahme von 1843 als Flockertsbergerstraß. In der Topographischen Karte des Regierungsbezirks Düsseldorf von 1871 ist die Ortschaft als Flockertsbergerhof verzeichnet. In der Karte des Landmessers August Hofacker aus dem Jahre 1898 ist der Ort als Flockertsholz verzeichnet.
Nach Gründung der Mairien und späteren Bürgermeistereien Anfang des 19. Jahrhunderts gehörte Flockertsholz zur Bürgermeisterei Gräfrath. 1815/16 lebten elf Einwohner, 1830 zwölf Menschen im als Bauerschaft  kategorisierten Ort. 1832 war Flockertsholz weiterhin Teil der Honschaft (Ketz-)Berg innerhalb der Bürgermeisterei Gräfrath.  Der nach der Statistik und Topographie des Regierungsbezirks Düsseldorf als Ackerhof kategorisierte Ort besaß zu dieser Zeit ein Wohnhaus, eine Fabrik bzw. Mühle und vier landwirtschaftliche Gebäude. Zu dieser Zeit lebten 24 Einwohner im Ort, davon acht katholischen und 16 evangelischen Bekenntnisses. Die Gemeinde- und Gutbezirksstatistik der Rheinprovinz führt den Ort 1871 mit drei Wohnhäusern und 27 Einwohnern auf. Im Gemeindelexikon für die Provinz Rheinland werden 1885 ein Wohnhaus mit sechs Einwohnern angegeben. 1895 besitzt der Ortsteil ein Wohnhaus mit sechs Einwohnern, 1905 werden zwei Wohnhäuser und zehn Einwohner angegeben.  
Im Jahre 1822 hatte das 40. Landwehr-Bataillon das Gebäude des 1803 säkularisierten Gräfrather Klosters als Kaserne bezogen. Für die dort kasernierten Soldaten wurde in der Folgezeit oberhalb von Flockertsholz ein Exerzierplatz angelegt. Nach dem Abzug der Soldaten blieb der Platz lange ungenutzt, erst zwischen 1923 und 1924 wurde er in einen Sportplatz umgewandelt. In der ersten Jahreshälfte 2004 wurde der Platz zum Kunstrasenplatz umgebaut. Heute nutzt diesen der Ballspielverein Gräfrath als Heimspielstätte.

Mit der Städtevereinigung zu Groß-Solingen im Jahre 1929 wurde Flockertsholz ein Ortsteil Solingens. Oberhalb von Flockertsholz eröffnete im Jahre 1962 eine Jugendherberge. Diese wurde nach ihrer Schließung 2015 von der nahen Zentralfachschule der Deutschen Süßwarenwirtschaft (ZDS) zur Unterbringung ihrer Studenten übernommen. Das oben abgebildete Wohnhaus mit angrenzendem Stall bzw. Scheune am Flockertsholz 3/5 wurde am 25. Februar 1985 die Solinger Denkmalliste eingetragen. In Flockertsholz gibt es heute neben einem Reithof auch einen Kindergarten.

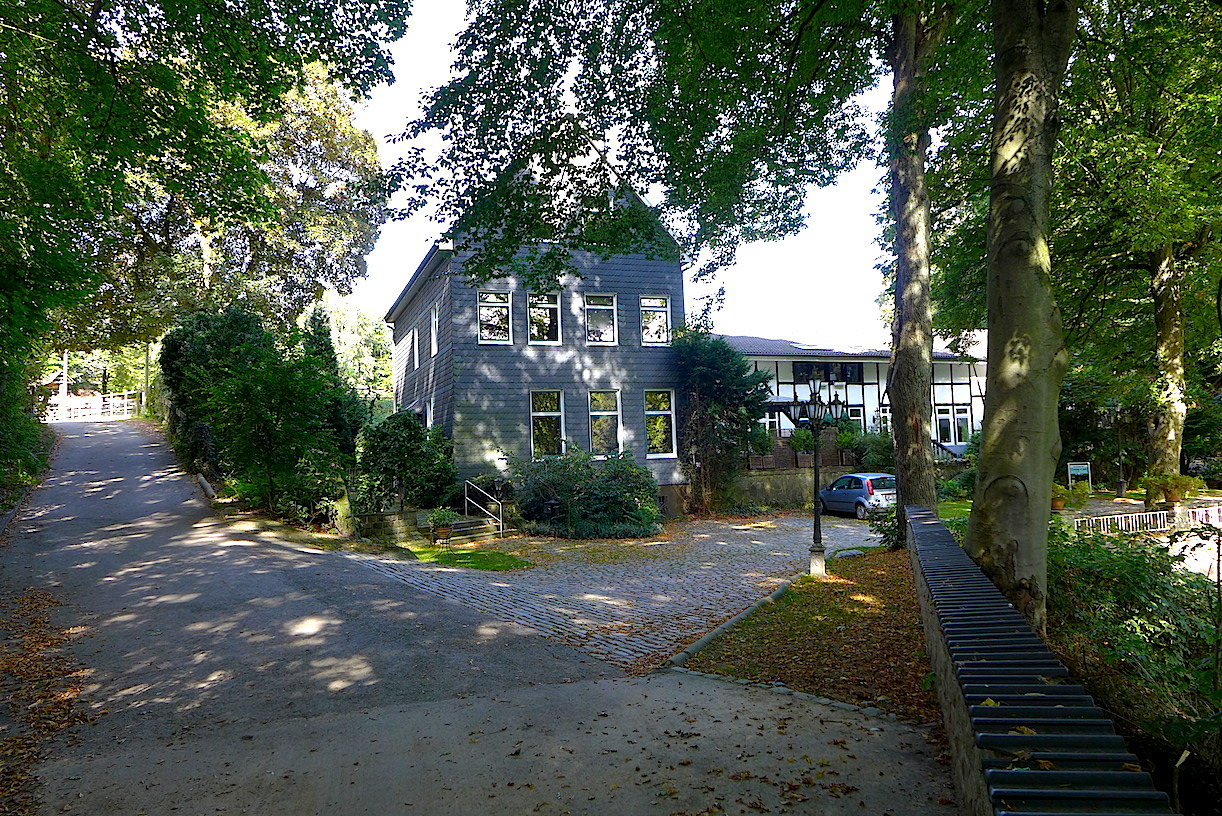
Kindergarten in Flockertsholz
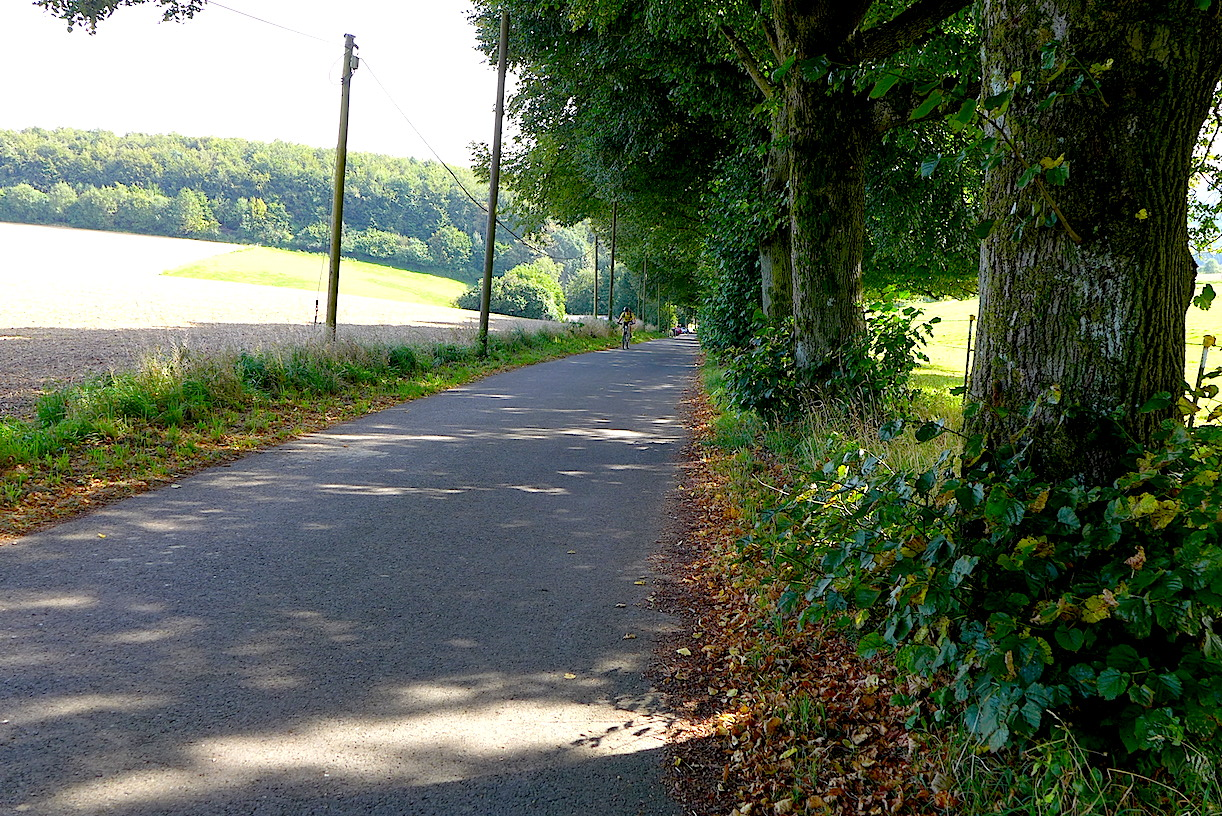
Zufahrt zum Flockertsholz
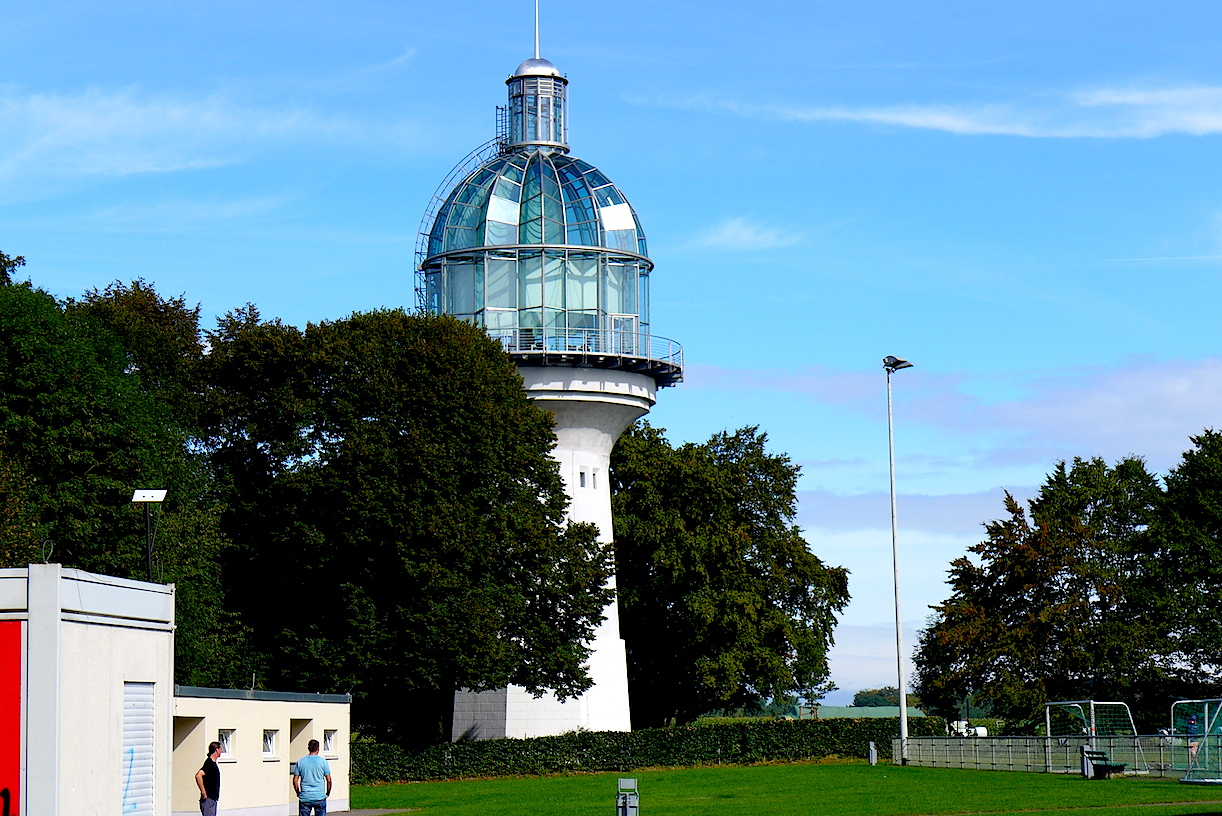
Lichtturm und Sportplatz
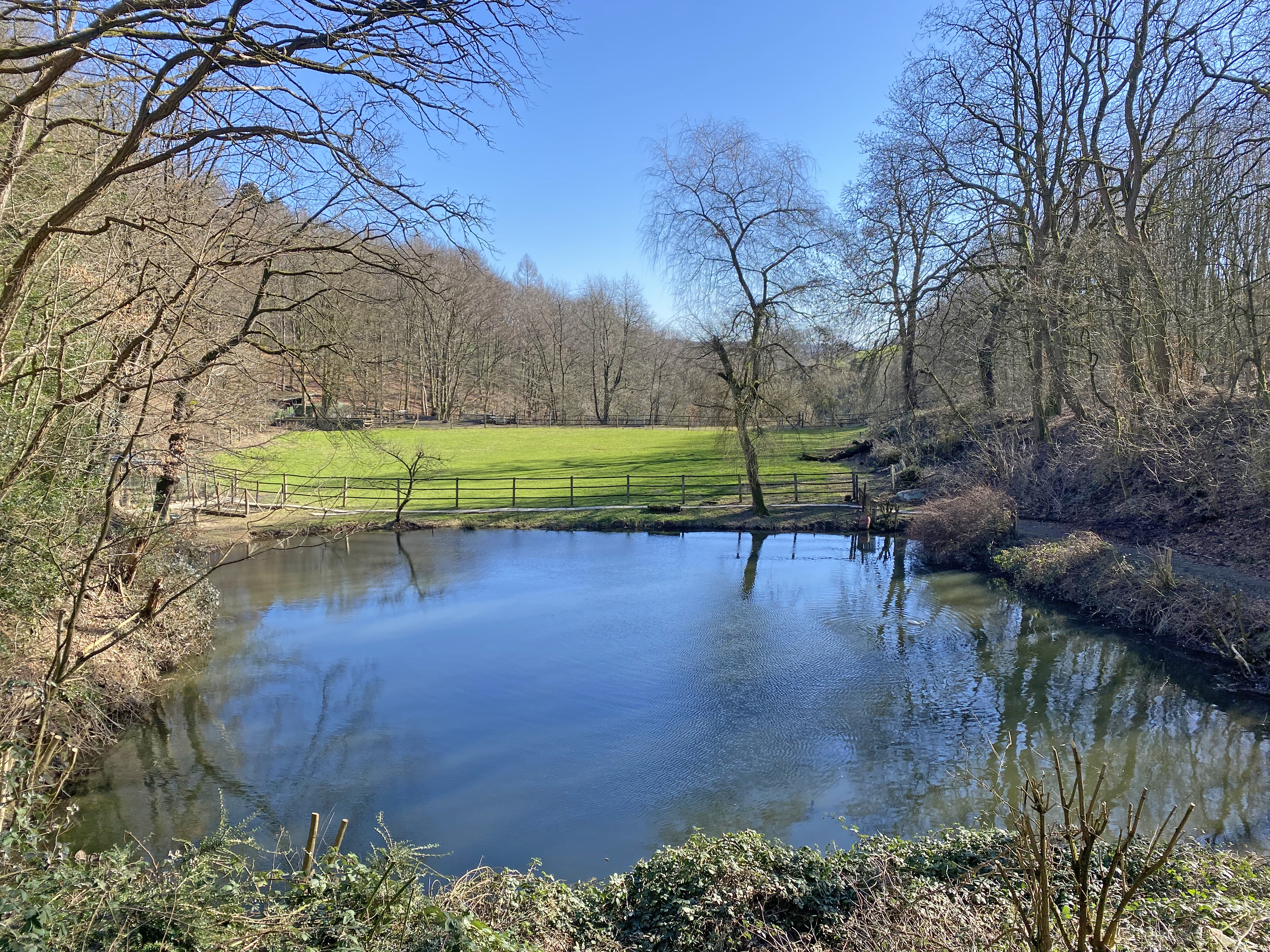
Quellteich Flockertsholzbach